# Rien que de la viande
Rien que de la viande (titre original : Just Meat) est une nouvelle américaine de Jack London publiée aux États-Unis en 1907.

## Historique
La nouvelle est publiée initialement dans le magazine Cosmopolitan en mars 1907, avant d'être reprise dans le recueil When God Laughs and Other Stories en janvier 1911.

## Éditions

### Éditions en anglais
- Just Meat, dans Cosmopolitan, magazine, mars 1907.
- Just Meat, dans le recueil When God Laughs and Other Stories, un volume chez  The Macmillan Co, New York, janvier 1911.

### Traductions en français
- Chassé-croisé, traduit par Louis Postif, in Vu, magazine, mai 1928.
- Chassé-croisé, traduit par Louis Postif, in La Brute des cavernes, recueil, Hachette, 1934.
- Rien que de la viande, traduit par Louis Postif, revu et complété par Frédéric Klein, in Quand Dieu ricane, recueil, Phébus, 2005.

## Sources
- (en) Jack London's Works by Date of Composition
- http://www.jack-london.fr/bibliographie